# Медаль Китайской экспедиции 1860 (Франция)

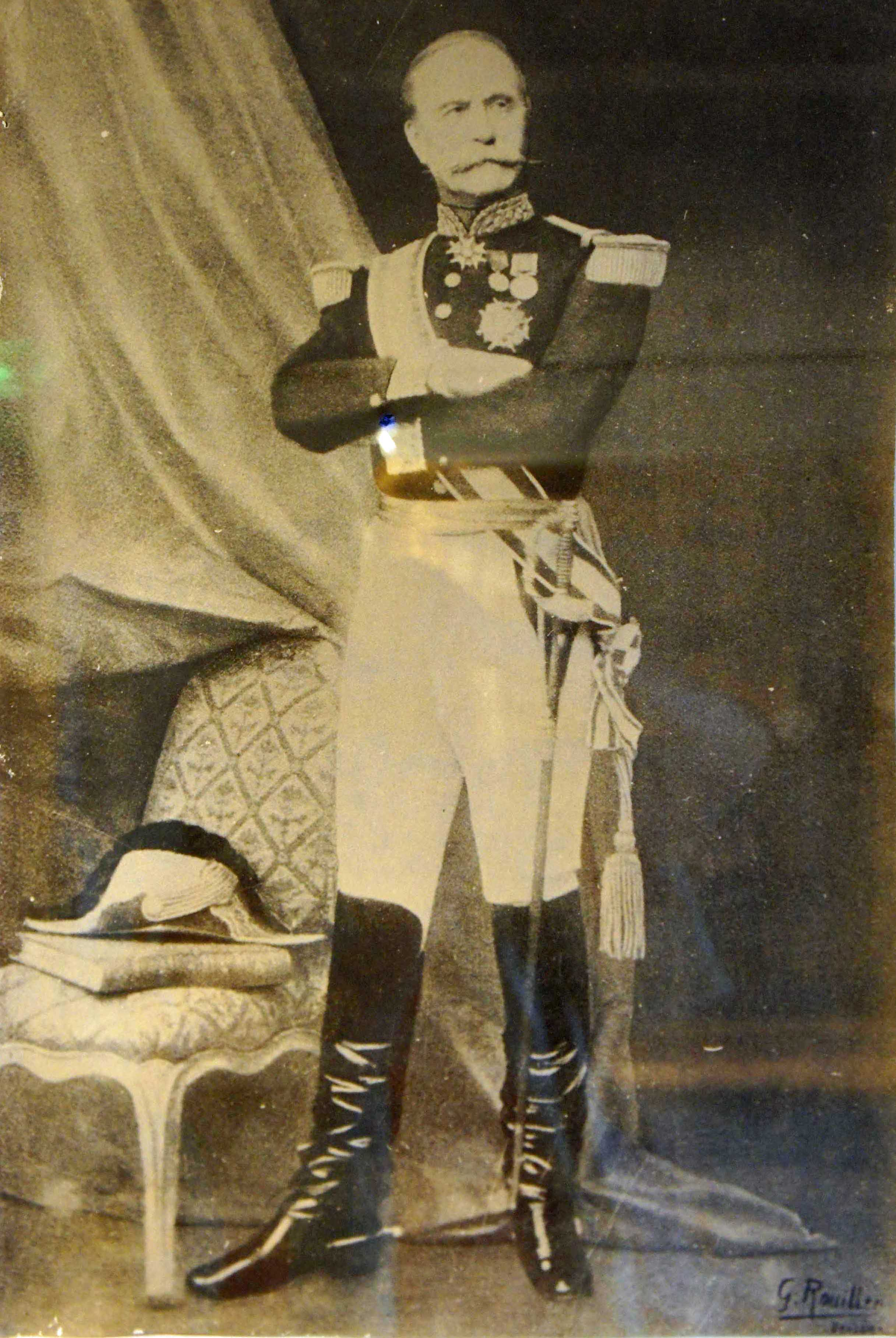
Генерал Вассуань, Эли де, награжденный Памятной медалью Китайской экспедиции 1860

Медаль Китайской экспедиции 1860 (фр. Médaille commémorative de l'expédition de Chine de 1860) — военная награда Второй Французской империи, предназначенная для солдат и моряков, участвовавших в англо-французской экспедиции в Китай во время Второй опиумной войны. Была учреждена императорским указом Наполеона III от 23 января 1861 года.

## Статут награды
Памятная медаль Китайской экспедиции 1860 года вручалась императором всем, кто служил в китайской экспедиции, по предложению министра, курировавшего службу, на которой служил потенциальный получатель.
Все награждённые также получали почётные грамоты.
Более поздний императорский указ от 25 марта 1861 года подтвердил, что все получатели должны были соблюдать кодекс поведения, установленный императорским указом от 18 марта 1852 года в качестве великого канцлера ордена Почётного легиона.

## Описание награды
Памятная медаль Китайской экспедиции 1860 года представляла собой круглый серебряный диск диаметром 30 мм, разработанный и выгравированный Альбертом Дезире Барре. На аверсе изображён обращённый влево профиль императора Наполеона III, увенчанного лавровым венком, в окружении рельефной надписи «NAPOLEON III» «EMPEREUR». Рельефный лавровый венок шириной 4 мм проходил также по всей окружности как аверса, так и реверса медали.
На реверсе, внутри лаврового венка, круговая рельефная надпись «EXPÉDITION DE CHINE 1860». В центре в четыре линии названия памятных мест кампании «TA-KOU» (крепости Дагу), «CHANG-KIA-WAN» (Чжанцзявань), «PA-LI-KIAO» (Балицяо, «PE-KING» (Пекин).
Медаль подвешивалась на шёлковой жёлтой муаровой ленте шириной 36 мм, в центре которой было выткано китайскими иероглифами синего цвета название города Пекин (на самом деле это читается как Kingpe или Jingbei с двумя переставленными иероглифами Hanzi, это явная ошибка).

## Известные награждённые
- Адмирал Бенжамен Жорес
- Адмирал Анри Ренье[фр.]*
- Генерал Эли де Вассуань[англ.]
- Полковник Шарль-Луи Дю Пен[англ.]
- Лейтенант Фрэнсис Гарнье